# Kołaczkowo (powiat wrzesiński)
Kołaczkowo – wieś w Polsce położona w województwie wielkopolskim, w powiecie wrzesińskim, siedziba gminy Kołaczkowo.
W latach 1954–1959 wieś należała i była siedzibą władz gromady Kołaczkowo, po jej zniesieniu w gromadzie Borzykowo. W latach 1975–1998 miejscowość należała administracyjnie do województwa poznańskiego.

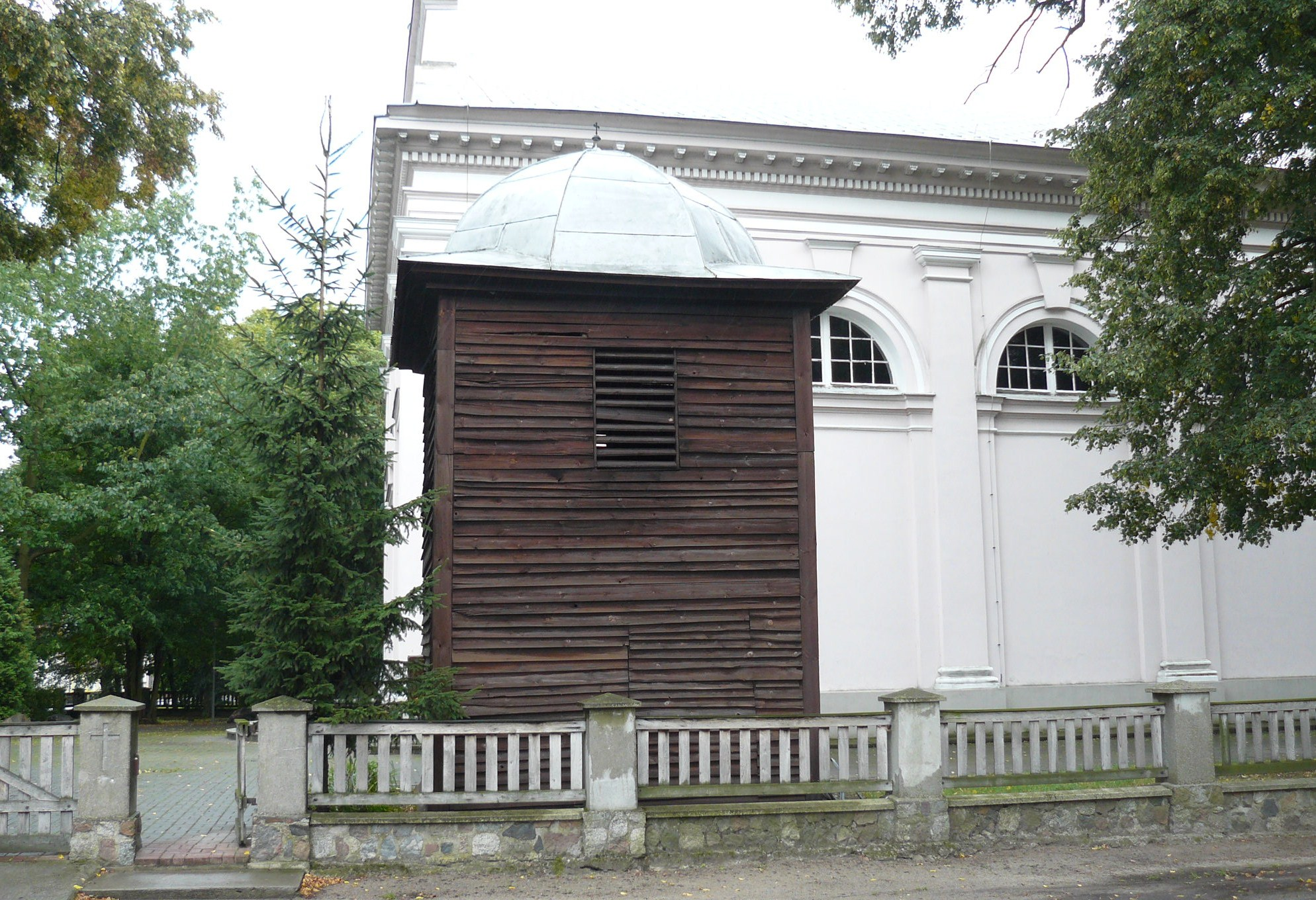
Drewniana dzwonnica przy kościele świętych Apostołów Szymona i Judy Tadeusza

## Zabytki
Na terenie wsi, według danych Narodowego Instytutu Dziedzictwa, znajdują się 2 obiekty zabytkowe:
- kościół Świętych Apostołów Szymona i Judy Tadeusza z 1830-1836 (nr rej.: 424/A z 28.11.1968)
- zespół pałacowy z I połowy XIX w.: 
  - pałac Władysława Reymonta (nr rej.: 2521/A z 7.10.1955)
  - park z aleją dojazdową (nr rej.: 1992/A z 1.02.1985)
  - budynek gospodarczy (nr rej.: 2520/A z 7.10.1955)
  - stajnia (nr rej.: 2520/A z 7.10.1955)

## Placówki kulturalne
- Gminny Ośrodek Kultury
- Izba Pamięci Władysława Reymonta
- Regionalna Izba Spółdzielczości Bankowej przy Powiatowym Banku Spółdzielczym we Wrześni